# Expédition suisse à l'Everest de 1952

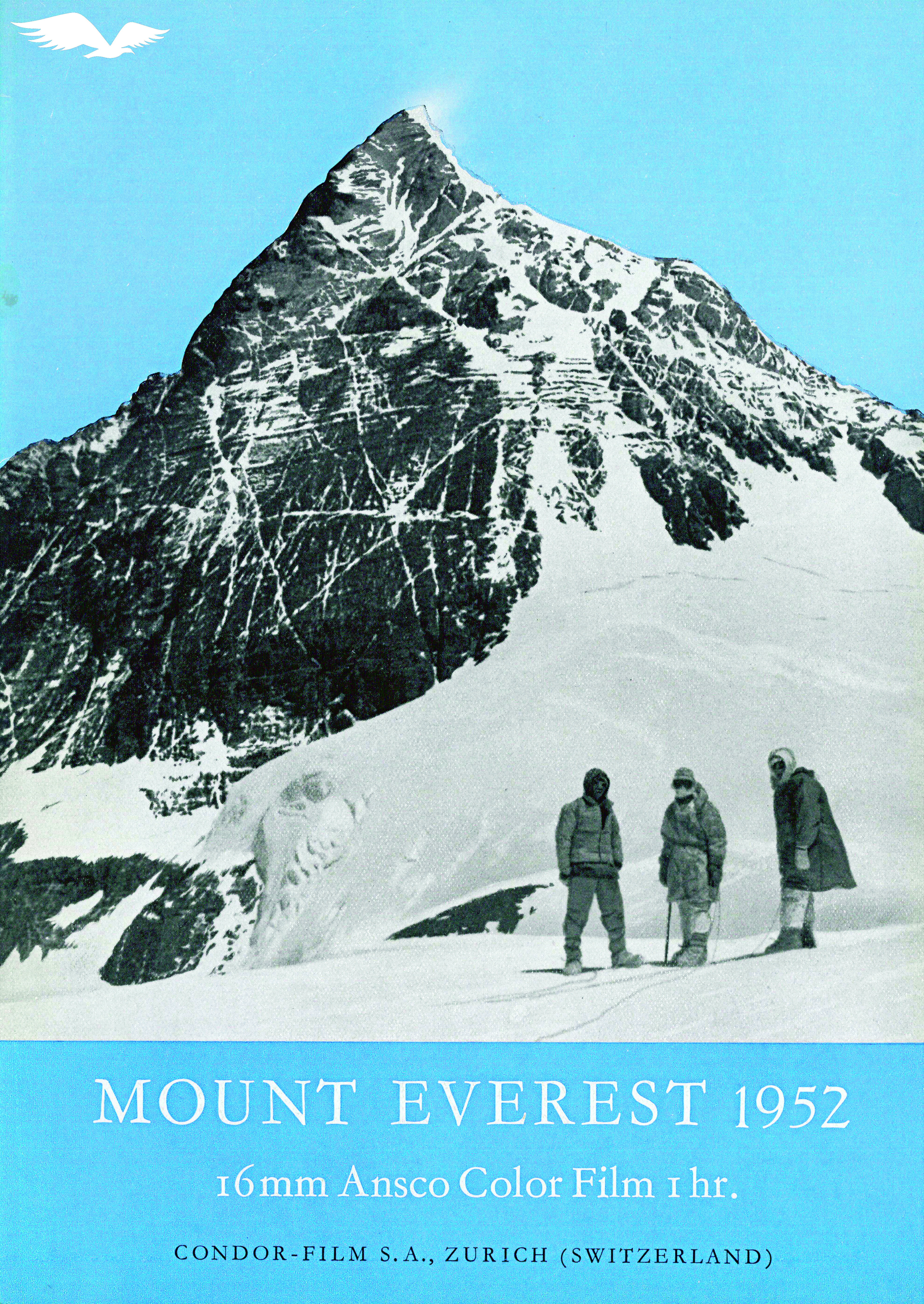
Affiche du film documentaire retraçant l'expédition.

L'expédition suisse à l'Everest de 1952, conduite par Édouard Wyss-Dunant, voit Raymond Lambert et le Sherpa Tenzing Norgay atteindre une altitude de 8 595 m sur l'arête Sud-Est, établissant un nouveau record d'altitude et ouvrant une nouvelle voie vers le sommet du mont Everest. Cette voie conduit au succès d'une expédition britannique l'année suivante.

## Origine
Au début des années 1950, le Tibet se ferme aux étrangers, alors que le Népal commence à s'ouvrir. L'expédition britannico-néo-zélandaise de 1951 conduite par Eric Shipton gravit la cascade de glace du Khumbu et atteint l'insaisissable Western Cwm (en), démontrant ainsi que l'Everest peut être vaincu depuis le versant népalais. 
Au grand regret des Britanniques, qui ont bénéficié d'un accès exclusif à la montagne pendant 31 ans depuis le versant tibétain, au nord, le gouvernement népalais accorde un permis à une expédition suisse en 1952.

## Préparatifs et objectifs
La Fondation suisse pour les recherches alpines organise une expédition. Édouard Wyss-Dunant est choisi pour conduire cette expédition. Les autres membres sont Ernest Hofstetter, Jean-Jacques Asper, Gabriel Chevalley (médecin de l’expédition), René Dittert (chef technique), René Aubert, Léon Flory, André Roch et de Raymond Lambert (malgré l'amputation des doigts de pieds qu'il avait dû subir). Ils sont accompagnés du sherpa Tensing Norgay qui fait office de sirdar.
Les membres de l'expédition sont tous originaires de Genève. Ils appartiennent en majorité au très sélect club alpin « L'Androsace » et se connaissent bien. La ville et le canton de Genève contribuent financièrement à l'expédition et l'Université de Genève fournit le contingent scientifique.
Pendant l'expédition, Tenzing Norgay est considéré, pour la première fois, comme un membre à part entière (il dira que « [ce fut ] le plus grand honneur qui m'ait été rendu ») ce qui donne naissance à une amitié durable avec les Suisses, en particulier Raymond Lambert.
L'objectif que l'équipe suisse se fixe consiste alors principalement à explorer l'accès au col Sud, en ouvrant une voie à travers la labyrinthique cascade de glace de Khumbu.

## L'ascension
Profitant de l'expérience des précédentes expéditions menées par Eric Shipton, les Genevois atteignent le Western Cwm et escaladent l'énorme face surplombante pour atteindre le plateau désolé et balayé par le vent du col Sud. Trois alpinistes suisses et Tenzing Norgay continuent en direction du sommet. Ils dressent une tente à 8 400 mètres. Tenzing et Lambert, dont l'entente est parfaite, sont désignés pour tenter d'atteindre le sommet.
L'alpinisme de haute altitude en 1952 en est encore à ses balbutiements. L'organisation et la technologie suisse ne sont pas à la hauteur et, à part Tenzing, les sherpas ont peu d'expérience. Malgré une organisation minutieuse, Tenzing et Lambert doivent passer une nuit à 8 400 mètres sans sacs de couchage ni poêle ; et produire un filet d'eau potable en faisant fondre la neige sur une bougie. En 1953, Edmund Hillary décrira « une vue incroyablement désolée, l'armature déformée de la tente que Tenzing et Raymond Lambert de l'expédition suisse de 1952 avaient planté plus d'un an auparavant et où ils avaient passé une nuit extrêmement inconfortable sans nourriture, sans boisson et sans sacs de couchage. Quel couple difficile ils avaient été, mais peut-être pas très bien organisés. »,. Hillary pense alors que Tenzing et Lambert n'étaient pas suffisamment hydratés, n'ayant pu compter que sur du fromage et de la neige fondue sur une bougie pour se nourrir et s'hydrater. Il insistera pour que tout le monde s'hydrate en faisant fondre la neige sur un poêle Primus pour obtenir de l'eau. C'est également la conclusion que tirera Griffith Pugh lors de l'expédition britannique au Cho Oyu de 1952.
Leurs appareil à oxygène sont pratiquement inutilisables et lorsque les deux hommes se lancent à l'assaut du sommet le lendemain, ils grimpent pour ainsi dire sans oxygène. Ils luttent pendant des heures, rampant parfois à quatre pattes, gênés par le poids mort des appareils à oxygène défectueux. Ils sont finalement contraints de s'arrêter vers 8 595 m, à environ 240 mètres du sommet. Les systèmes respiratoires leur permettaient de respirer au repos, mais ils étaient inutilisables lors de la montée en raison de la résistance des valves au passage de l'oxygène, les valves se bloquant avec une respiration violente à haute altitude.

## Résultat de l'expédition
Raymond Lambert et Tenzing Norgay atteignent une altitude de 8 595 m sur l'arête Sud-Est, établissant un nouveau record d'altitude (en supposant que George Mallory et Andrew Irvine ne soient pas montés plus haut lors de l'expédition de 1924). L'expérience de Tenzing se révélera déterminante lors de l'expédition britannique à l'Everest de 1953, au cours de laquelle il atteindra le sommet avec Edmund Hillary. Les vainqueurs de l'Everest rendront hommage aux Suisses par ce télégramme : « À vous autres, une bonne moitié de la gloire » (en anglais : To you a good half of the glory).
Les résultats de cette première expédition suisse à l'Everest dépassent les attentes les plus optimistes. En une unique tentative, elle ouvre une nouvelle voie vers le sommet, atteint une altitude record sur l'arête Sud-Est en dépit de conditions précaires. D'après Marcel Kurz (de), cette expédition est une quasi-victoire. Ils avaient vu de près que la voie vers le sommet Sud n'avait pas d'obstacles insurmontables, et seuls les derniers 90 m menant au sommet restaient inconnus.
L'expédition d'automne disposera de deux nouveaux types d'équipement d'oxygène en circuit ouvert : un dispositif Drägerwerk amélioré, basé sur ceux qui équipaient les pilotes de chasse, et une alimentation en oxygène modulable, pouvant être réglée entre 2 et 4 litres par minute. Les membres de l'expédition du printemps auraient pu atteindre le sommet au printemps si les nouveaux dispositifs Drägerwerk avaient été utilisés.
Ils mettent en évidence que la voie devait remonter la face du Lhotse et non par les couloirs, et avoir un ou des camps élevés sur le col Sud (ce qui signifiait que plus de matériel devait être transporté plus haut). Ces enseignements seront mis à profit par les Britanniques en 1953.
L'expédition baptise éperon des Genevois (en) la formation rocheuse située entre le Western Cwm et le col Sud. Pendant l'expédition suisse au Lhotse et à l'Everest de 1956, le dernier camp d'altitude est établi sur l'éperon des Genevois, avant que Fritz Luchsinger et Ernst Reiss n'atteignent le sommet du Lhotse, le 18 mai 1956.

## Expédition d'automne
Une seconde expédition suisse est organisée à l'automne 1952, après la mousson. Il s'agit de la première tentative sérieuse de gravir l'Everest à cette époque de l'année (après avoir reçu l'autorisation du gouvernement népalais valable pendant toute l'année). Un groupe comprenant Lambert, Tenzing et d'autres grimpeurs atteint le col Sud, mais il est contraint de faire demi-tour à une altitude de 8 100 m.
Selon John Hunt, qui rencontre les membres de l'expédition du printemps à leur retour à Zurich, ces derniers avaient décidé de faire une nouvelle tentative à l'automne de la même année. Cependant, la décision d'organiser cette seconde expédition n'est prise qu'en juin, elle arrive trop tard dans la saison, alors que les vents d'hiver balayent déjà la montagne. À la suite de cela, Hunt décide que si l'expédition britannique de 1953 devait échouer, il organiserait également une seconde expédition après le passage de la mousson.

## Matériel et moyens
Le matériel et les moyens dont disposaient les Suisses en 1952, en comparaison avec ceux de l'expédition britannique de 1953.
|                                        | Expédition suisse printemps 1952 | Expédition britannique printemps 1953 |
| -------------------------------------- | -------------------------------- | ------------------------------------- |
| Membres                                | 9                                | 12                                    |
| Sherpas                                | 14                               | 28                                    |
| Oxygène                                | 20 000 litres                    | 193 000 litres                        |
| Poids de l'équipement et des réserves  | 4 570 kg                         | 7 615 kg                              |
| Arrivée à Namche Bazar                 | 14 avril                         | 25 mars                               |
| Jour-homme sur et au-dessus du col Sud | 18                               | 33                                    |
| Voie sur la face du Lhoste             | Couloir de glace, pas de camp    | Glacier du Lhotse, avec deux camps    |

## Ouvrages et bibliographie
- (en) Michael Gill, Edmund Hillary : A Biography, Nelson, NZ, Potton & Burton, 2017 (ISBN 978-0-947503-38-3)

## Documentaire
- Alex Mayenfisch, La moitié de la gloire, 1995, 45 min